# Ivo Totić
Ivo Totić (Zenica, 1967 — Vitez, 9. maj 2017) bio je bosanskohercegovački i hrvatski pjesnik.

## Biografija
Srednju metaluršku školu završio je u Zenici. Studirao je u Zenici na Fakultetu za metalurgiju i materijale u Zenici i Metalurškom fakultetu u Sisku. Diplomirao je na Metalurškom fakultetu 1996. u Sisku sa temom Uticaj pH na ekstrakciju kobalta i nikla esterom fosfonske kiseline kao ekstraktantom. Radio je kao profesor stručnih mašinskih predmeta i matematike u srednjoj mašinskoj školi u Vitezu. Uvršten je u antologiju Ovdje živi Konan — Mlada bosanska lirika 1992–1996 u izboru Miljenka Jergovića i u publikaciju Croatian literature (World Heritage Encyclopedia).

## Djela
- Crna fizika, 1995, zbirka pjesama;  1578275
- Kad mjesec potone za Gradinom, 1997, zbirka pjesama;  3442723
- Sin tišine, 1999, zbirka pjesama  11116806

## Spoljašnje veze
- Pjesma Kukuruska na sajtu Miljenka Jergovića
- Prilog sarajevskog časopisa Sveske o poeziji Ive Totića
- Grade svih Hrvata, najiskrenije žalim, gledam te očima svojih mrtvih na sajtu Miljenka Jergovića]